# John M. Pattison

John M. Pattison

John M. Pattison (* 13. Juni 1847 bei Owensville, Clermont County, Ohio; † 18. Juni 1906 in Milford, Ohio) war ein US-amerikanischer Politiker (Demokratische Partei) und im Jahr 1906 der 43. Gouverneur des Bundesstaates Ohio.

## Frühe Jahre
Pattison besuchte die örtlichen Schulen seiner Heimat und arbeitete als Angestellter im Ladengeschäft seines Vaters. Danach diente er während des Bürgerkrieges in einer Infanterieeinheit der Unionsarmee. Nach dem Krieg studierte er bis 1869 an der Ohio Wesleyan University. Für einige Zeit arbeitete er in Bloomington (Illinois) als Versicherungsvertreter, ehe er nach Ohio zurückkehrte, um Jura zu studieren. Im Jahr 1872 wurde er als Anwalt zugelassen.

## Politische Laufbahn
Als Rechtsanwalt arbeitete Pattison zunächst für die Cincinnati-and-Marietta-Eisenbahngesellschaft. Im Jahr 1873 wurde er für eine Legislaturperiode in das Repräsentantenhaus von Ohio gewählt. Danach wurde er Partner in einer Anwaltskanzlei. Im Jahr 1881 wurde er Vizepräsident der Union-Life-Versicherungsgesellschaft, zehn Jahre später wurde er Präsident dieser Versicherung. Nach einer kurzen Zeit im Senat von Ohio vertrat Pattison seinen Staat zwischen 1891 und 1893 im US-Repräsentantenhaus in Washington.
Im Jahr 1905 wurde er mit 50,5 Prozent der Stimmen gegen den republikanischen Amtsinhaber Myron T. Herrick zum neuen Gouverneur seines Staates gewählt. Bei seinem Amtsantritt am 8. Januar 1906 war er sichtlich von einer Krankheit gezeichnet. Im Verlauf der nächsten Wochen verschlechterte sich sein Gesundheitszustand noch mehr. Der Gouverneur verstarb am 18. Juni 1906 nach sechs Monaten im Amt. Sein Vizegouverneur Andrew L. Harris musste die angebrochene Amtszeit beenden. John Pattison war zweimal verheiratet und hatte drei Kinder.